# Быковская Башкирка
Быковская Башкирка — река в Первомайском районе Оренбургской области. Правый приток Башкирки (бассейн Урала).
Длина реки составляет 13 км. Исток на возвышенности Синий Сырт, в 8 км к юго-западу от посёлка Пруды. В верховьях река течёт на северо-восток, далее течёт на юго-восток мимо упомянутого посёлка. Впадает в Башкирку по правому берегу у нижней (южной) окраины села Назаровка (25 км от устья).
Река пересыхающая. Сток зарегулирован.

## Данные водного реестра
По данным государственного водного реестра России относится к Уральскому бассейновому округу, водохозяйственный участок реки — российская часть бассейна реки Урал ниже впадения в него реки Сакмара без реки Илек. Речной бассейн реки — Урал (российская часть бассейна).
Код объекта в государственном водном реестре — 12010001012112200010276.